# Vertiges de l'amour
Pour les articles homonymes, voir Vertige de l'amour.
Pour plus de détails, voir Fiche technique et Distribution.
Vertiges de l'amour est un film français de Laurent Chouchan sorti en 2001.

## Synopsis
La nuit précédant son mariage, un homme imagine toutes sortes d'éventualités quant à l'avenir de son sentiment amoureux.

## Fiche technique
- Scénario et réalisation : Laurent Chouchan
- Producteurs : Frédéric Brillion et Gilles Legrand
- Directeur de la photographie : Denis Rouden
- Montage : Anne Lafarge
- Distribution des rôles : Philippe Page
- Création des décors : Aline Bonetto
- Décorateur de plateau : Hélène Rey
- Création des costumes : Fabienne Katany
- Société de production : Canal+, Epithète Films, M6 Films
- Format : couleur
- Son Dolby Digital
- Genre : comédie romantique
- Pays :  France
- Durée : 84 minutes
- Date de sortie : 19 décembre 2001 ( France)
- Affiche de film : Floc'h

## Distribution
- Philippe Torreton : Vincent
- Sophie-Charlotte Husson : Hélène
- Julie Gayet : Jeanne
- Jean Yanne : Le beau-père
- Micheline Presle : La mère de Vincent
- Anne Le Ny : La mairesse
- Carole Richert : Irène
- Franck Gourlat : Eric
- Pascal Elbé : Benoît
- Marie-Hélène Lentini : Dominique
- Jean-François Gallotte : M. SOS Détresse
- François Levantal : Vendeur téléphones
- Sophie Mounicot : Femme ’faux-cul’
- Mathurin Legrand : Fils de la femme ’faux-cul’
- Dan Herzberg : Toinet, le beauf au caméscope
- Valérie Moreau : Philomène
- Pierre Diot : Interne